# Citrus
Citrus é um género de plantas lenhosas com flores, do porte de árvores ou arbustos, muito conhecidas por produzirem frutos habitualmente designados por citrinos, como a laranja, o limão, a toranja, a lima, a tangerina, o pomelo, e a cidra. Existem muitas variedades e híbridos destas plantas, que têm sido domesticadas e exploradas comercialmente há muitos séculos pela humanidade (por povos originais asiáticos). Dá-se o nome de Citricultura ao estudo e usos das formas de produção destes citrinos. 
Os frutos são tidos como muito nutritivos e ricos em outros compostos bioactivos (incluindo produtos naturais), sendo, portanto, considerados bons alimentos e produtos agrícolas.
Etimologicamente, o nome do gênero Citrus vem do Latin, em que originalmente referia-se tanto ao limão (uma variedade de C. medica) quanto à conífera (Thuja). O termo latino derivou do grego antigo κέδρος (kédros), que era usado para o cedro do Líbano, possivelmente por uma semelhança sensorial aos cheiros e texturas das folhas e frutos.
Tecnicamente, são angiospermas que pertencem à família Rutaceae, ordem Sapindales, sendo evolucionariamente e historicamente originárias do sudeste asiático, de regiões tropicais e subtropicais da oceania e Austrália. O grupo todo de híbridos e cultivares derivou de cruzamentos sistemáticos de três espécies originais: Citrus reticulata (das tangerinas) , Citrus maxima (dos pomelos) e Citrus medica (das cidras). A partir de híbridos destas linhagens que criaram-se numerosos híbridos naturais e cultivados. 

## Descrição
Elas são grandes arbustos ou pequenas árvores, alcançando entre 5 m e 15 m de altura. Apresentam ramos espinhosos e folhas persistentes, com uma margem inteira, dispostas alternadamente. 
As flores são solitárias ou em pequenas inflorescências, cada flor com 2–4 cm de diâmetro, com cinco (raramente quatro) pétalas brancas e numerosos estames poliadelfos. As flores são geralmente muito perfumadas, devido à presença de glândulas de óleos essenciais.
O fruto é um hesperídeo.

## Taxonomia
Por terem sido domesticadas e cultivadas pela humanidade desde tempos perdidos nos registros históricos, a taxonomia do gênero é bastante complexa. Na verdade, todas as espécies oficialmente reconhecidas cultivadas são híbridos resultantes do cruzamento de outras espécies selvagens originais, que podem algumas terem ocorrido na natureza entre pés selvagens, mas certamente muitas resultaram direto ou indiretamente de cultivo. Todos esses híbridos são descendentes diretos ou indiretos de algumas antigas espécies selvagens.

Origem evolutiva dos principais cultivares existentes de Citrus

Biogeograficamente, todos os Citrus são nativos de regiões tropicais e subtropicais da Ásia, Oceania, e nordestes e centro-oeste da Austrália. Por conta da antiguidade do processo de domesticação e a complexidade das variedades cultivadas, é bastante difícil de saber apontar quando e em quais circumstâncias teria ocorrido. Em suma, recentes evidências genéticas apontam para apenas três espécies: a tangerina, a cidra e o pomelo e talvez espécies do subgênero Papeda. Mais detalhadamente, os estudos recentes apontam que o centro pode ter sido nas estepes do sudeste do Himalaya, em uma região abrangendo o leste de Assam, o norte de Myanmar, e o leste da província chinesa de Yunnan. A filogenômica indica que teria partido de um mesmo ancestral comum de Poncirus trifoliata. Geologicamente, um grande evento de especiação teria se sucedido após significativas mudanças climáticas pelo final do Miocene (entre 11 e 6 milhões de anos atrás), do qual parecem terem surgido os limões ou cidras (Citrus medica) no Sul da Ásia, os pomelos (C. maxima) no sudestes Asiático, as tangerinas  (C. reticulata), o quincã (C. japonica), o mangshanyegan (C. mangshanensis), dentre tantas outras espécies do sudeste da China e arredores (C. cavaleriei, C. hystrix, C. micrantha). Estas espécies e variedades serão detalhadas mais adiante.

## Espécies

### Principais espécies originais
- Citrus reticulata - tangerineira
- Citrus medica - cidra
- Citrus maxima - cimboa, toranja ou pomelo

### Principais híbridos
- Citrus × sinensis - Laranjeira-doce
- Citrus x deliciosa - Mexerica
- Citrus × aurantium - Laranjeira-amarga
- Citrus × paradisi - Toranjeira
- Citrus × limon - limão (português europeu) ou limão-siciliano (português brasileiro)
- Limão(pt-BR) ou lima(pt-PT?)
  - Citrus × latifolia - Limão taiti[10][11]
  - Citrus aurantiifolia[11][12]
  - Citrus × limonia - Limão-cravo
  - Citrus × hystrix - Combava ou Lima cafre
  - Citrus × limetta - lima-de-bico, limão-doce
  - Citrus × limettioides - lima-da-pérsia[11][13]
- Tangelos (tangerina × pomelo)
- Tangores (tangerina × laranja doce)

## Cultivo

### Poda
A poda é uma operação cultural feita desde há muitos anos em muitas espécies cultivadas. Nos citrinos pode ser feita com vários objetivos: controlo do desenvolvimento e da forma da árvore; aumento do tamanho e da qualidade do fruto; controlo de pragas e doenças; controlo da alternância de produções; e diminuição dos custos de produção.

## Doenças e pragas
Sendo a citricultura uma das maiores atividades econômicas agrícolas de exportação do mundo, as doenças e pragas dos citrus são intensamente estudadas. Tanto as doenças como as pragas podem severamente afetar as plantas, atingindo a qualidade dos frutos, o que diminui ou mesmo inviabiliza seu valor de comércio. Diversas doenças podem acabar matando as plantas, ou incapacitá-las de serem produtivas em caráter permanente.
Among the diseases of citrus plantations are citrus black spot (a fungus), citrus canker (a bacterium), citrus greening (a bacterium, spread by an insect pest), and sweet orange scab (a fungus, Elsinöe australis). Citrus plants are liable to infestation by ectoparasites which act as vectors to plant diseases: for example, aphids transmit the damaging citrus tristeza virus, while the aphid-like Asian citrus psyllid can carry the bacterium which causes the serious citrus greening disease. This threatens production in Florida, California, and worldwide. 
As principais doenças acometendo plantações de citrus são:
- A Mancha Preta é uma infecção fúngica causada por Phyllosticta citricarpa (antes conhecida por Guignardia citricarpa), que é fungo ascomiceto que ataca citrícolas nos climas subtropicais, reduzindo tanto a quantidade como a qualidade dos frutos frescos.[16]
- O Cancro Cítrico é causado pela bactéria Xanthomonas citri, que causa lesões em diversos tecidos das plantas cítricas, desde ramos, folhas e até nos frutos.[17]
- Estiolamento Damping-Off , que causa o tombamento (ou mela) das mudas recém germinadas, bem como estraga as sementes. Pode ser causado por diferentes fungos, sendo uma doença que atinge diferentes culturas agrícolas.
- Tristeza, causada por um vírus que atinge os tecidos de condução de seiva, em que a planta pára de se desenvolver, retraindo o tamanho das folhas, que passam a apresentar sintomas de deficiência de micronutrientes; os ramos ficam marcados com frutos pequenos e endurecidos. Alguns cultivares, como a laranja-pera, a lima-ácida do tipo galego, e alguns pomelos são os mais suscetíveis à doença.[18]
- O Greening ou amarelão dos citros, considerada a doença mais devastadora para a citricultura em escala internacional, que é causada por bactérias intracelulares do grupo Candidatus Liberibacter spp.[19]
- Verrugose, causada por fungos do gênero Elsinoe, que ocasiona lesões salientes e irregulares, de aspecto corticoso  que se agrupam sobre as folhas, brotos e frutos.[20] Além de reduzir a área fotossintética da planta, atinge também a qualidade dos frutos, que tornam-se menos desejados no mercado.
- Gomose cítrica, causada principalmente por fungos Phytophthora spp. afeta plantas jovens e pomares de citros, tais como laranjas e limões, afetando a casca e a parte externa do lenho nas raízes, tronco e folhas, que ficam amarelados.[21] O principal sintoma é uma goma de coloração marrom,  de aspecto pegajoso que exsuda das lesões da casca do tronco e dos ramos.
- Rubelose conhecida também por doença-rosada ou enfermidade-rosada, atinge diferentes plantas mas principalmente os citros, sendo causada pelo fungo Erythricium salmonicolor (antes Corticium salmonicolor). Os galhos ficam revestidos pelo fungo, que a princípio é branco, mais vai tornando-se amarelo-róseo com o avanço da doença. O galho atingido seca, e a casca se parte e levanta.
- Melanose cítrica é uma infecção que afeta todos os tipos de árvores cítricas, causada pelo fungo Diaporthe citri, se ocasiona pequenas lesões arredondadas, ligeiramente salientes e de coloração escura nas folhas, ramos e casca dos frutos. Causa os maiores danos em pomares para produção de frutas frescas.

Os citros também são atacados por diversas pragas, tais como a broca da laranjeira (Cratosomus flavofasciatus), diversas cochonilhas, a mosca branca, a mosca-das-frutas e muitos pulgões. Alguns destes insetos podem transmitir doenças, com destaque especial para diferentes espécies de Aphis spp. eToxoptera spp. que transmitem o CTV, e para os psilídeos como Diaphorina citri que transmitem o amarelão dos citros.

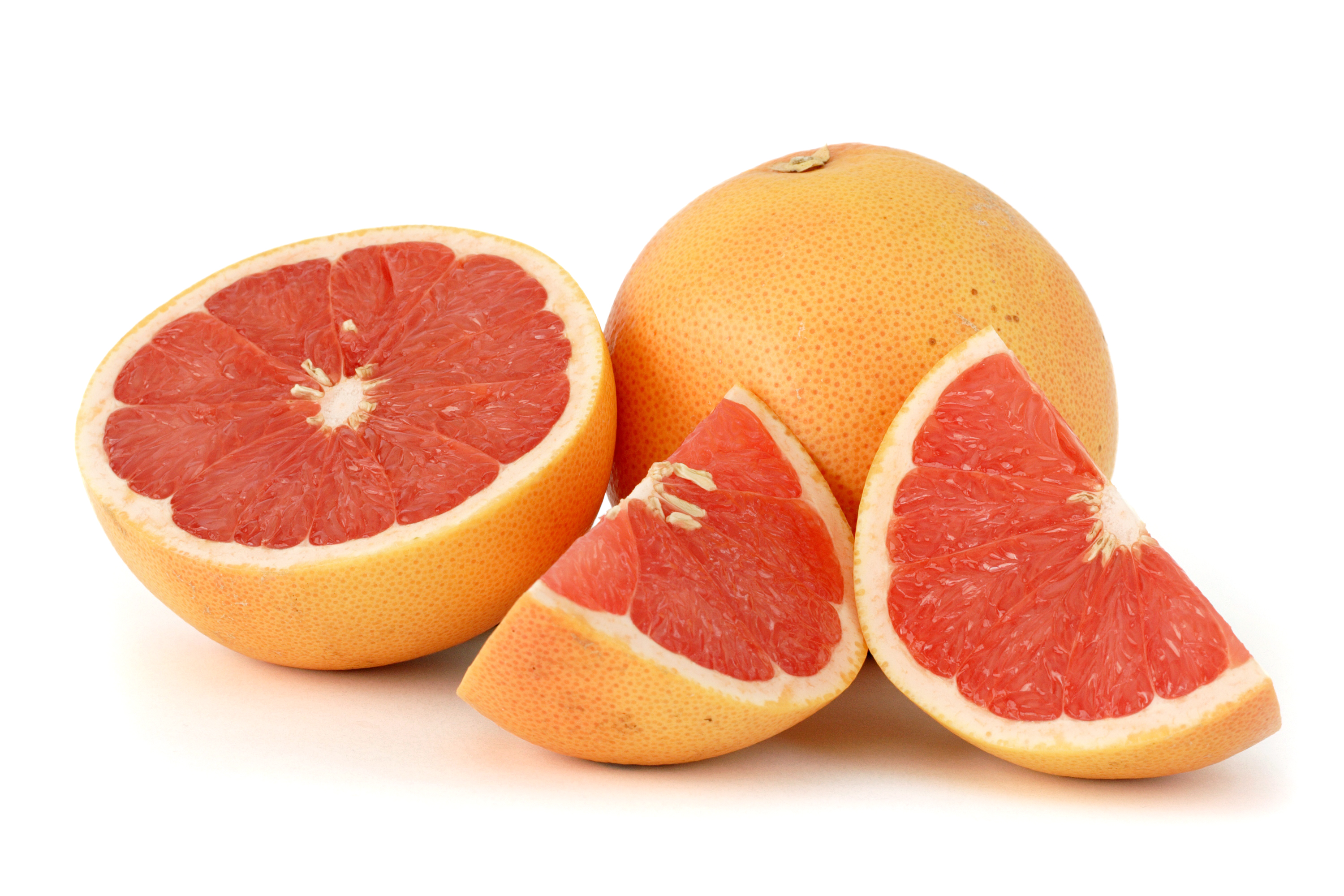
Toranja

## Na imprensa
Matérias sobre frutas cítricas são publicadas constantemente na imprensa.
- Pierde peso con la dieta de la mandarina: adelgaza hasta 4 kilos en una semana (Vanitatis; em espanhol)
- Muito além do reforço contra gripe: 13 benefícios da laranja para a saúde (UOL - Viva Bem)
- Limão ajuda na digestão: veja 7 benefícios dessa fruta cítrica (UOL - Viva Bem)
- Frutas cítricas: os verdadeiros (e novos) benefícios de laranja, limão (Veja Saúde)